# Liste der Stolpersteine in Villmar
Die Liste der Stolpersteine in Villmar enthält die Stolpersteine, die im Rahmen des gleichnamigen Kunst-Projekts von Gunter Demnig in der mittelhessischen Gemeinde Villmar im Landkreis Limburg-Weilburg verlegt wurden. Mit ihnen soll an die Opfer des Nationalsozialismus erinnert werden, die in Villmar lebten und wirkten.

## Aumenau
| Name          | Adresse       | Bild | Inschrift                   | Verlegedatum  | Biografie und Anmerkungen |
| ------------- | ------------- | --- | --------------------------- | ------------- | ------------------------- |
| Johanna Frank | Lahnstraße 31 | Bild gesucht Der Benutzer GeorgDerReisende ( Diskussion ) wünscht sich an dieser Stelle ein Bild vom Ort mit diesen Koordinaten 50.404814 8.254452 . Motiv: Lahnstraße 31: Stolpersteine für die Familie Frank, die Lage und das Haus Falls du dabei helfen möchtest, erklärt die Anleitung , wie das geht. BW | Hier wohnte Johanna Frank … | 12. Juli 2022 |                           |
| Sally Frank   | Lahnstraße 31 | Bild gesucht Die Wikipedia wünscht sich an dieser Stelle ein Bild vom hier behandelten Ort. Falls du dabei helfen möchtest, erklärt die Anleitung , wie das geht. BW | Hier wohnte Sally Frank …   | 12. Juli 2022 |                           |

## Villmar
| Name                    | Adresse                | Bild | Inschrift                             | Verlegedatum  | Biografie und Anmerkungen |
| ----------------------- | ---------------------- | --- | ------------------------------------- | ------------- | ------------------------- |
| Bertha Ackermann        | Grabenstraße 3         | Bild gesucht Der Benutzer GeorgDerReisende ( Diskussion ) wünscht sich an dieser Stelle ein Bild vom Ort mit diesen Koordinaten 50.392301 8.192783 . Motiv: Grabenstraße 3: Stolpersteine für Familie Ackermann, die Lage und das Haus Falls du dabei helfen möchtest, erklärt die Anleitung , wie das geht. BW                   | Hier wohnte Bertha Ackermann …        | 3. Feb. 2020  |                           |
| Isaak Ackermann         | Grabenstraße 3         | Bild gesucht Die Wikipedia wünscht sich an dieser Stelle ein Bild vom hier behandelten Ort. Falls du dabei helfen möchtest, erklärt die Anleitung , wie das geht. BW | Hier wohnte Isaak Ackermann …         | 3. Feb. 2020  |                           |
| Leo Ackermann           | Grabenstraße 3         | Bild gesucht Die Wikipedia wünscht sich an dieser Stelle ein Bild vom hier behandelten Ort. Falls du dabei helfen möchtest, erklärt die Anleitung , wie das geht. BW | Hier wohnte Leo Ackermann …           | 3. Feb. 2020  |                           |
| Leopold Ackermann       | Grabenstraße 3         | Bild gesucht Die Wikipedia wünscht sich an dieser Stelle ein Bild vom hier behandelten Ort. Falls du dabei helfen möchtest, erklärt die Anleitung , wie das geht. BW | Hier wohnte Leopold Ackermann …       | 3. Feb. 2020  |                           |
| Gretel Moses            | Grabenstraße 3         | Bild gesucht Die Wikipedia wünscht sich an dieser Stelle ein Bild vom hier behandelten Ort. Falls du dabei helfen möchtest, erklärt die Anleitung , wie das geht. BW | Hier wohnte Gretel Moses …            | 3. Feb. 2020  |                           |
| Fred Isenberg           | Grabenstraße 43        | Bild gesucht Der Benutzer GeorgDerReisende ( Diskussion ) wünscht sich an dieser Stelle ein Bild vom Ort mit diesen Koordinaten 50.3933 8.189526 . Motiv: Grabenstraße 43: Stolpersteine für die Familien Isenberg und Löwenstein, die Lage und das Haus Falls du dabei helfen möchtest, erklärt die Anleitung , wie das geht. BW | Hier wohnte Fred Isenberg …           | 30. Juni 2022 |                           |
| Gertrud Isenberg        | Grabenstraße 43        | Bild gesucht Die Wikipedia wünscht sich an dieser Stelle ein Bild vom hier behandelten Ort. Falls du dabei helfen möchtest, erklärt die Anleitung , wie das geht. BW | Hier wohnte Gertrud Isenberg …        | 30. Juni 2022 |                           |
| Louis Liebmann Isenberg | Grabenstraße 43        | Bild gesucht Die Wikipedia wünscht sich an dieser Stelle ein Bild vom hier behandelten Ort. Falls du dabei helfen möchtest, erklärt die Anleitung , wie das geht. BW | Hier wohnte Louis Liebmann Isenberg … | 30. Juni 2022 |                           |
| Berta Löwenstein        | Grabenstraße 43        | Bild gesucht Die Wikipedia wünscht sich an dieser Stelle ein Bild vom hier behandelten Ort. Falls du dabei helfen möchtest, erklärt die Anleitung , wie das geht. BW | Hier wohnte Berta Löwenstein …        | 30. Juni 2022 |                           |
| Lotte Löwenstein        | Grabenstraße 43        | Bild gesucht Die Wikipedia wünscht sich an dieser Stelle ein Bild vom hier behandelten Ort. Falls du dabei helfen möchtest, erklärt die Anleitung , wie das geht. BW | Hier wohnte Lotte Löwenstein …        | 30. Juni 2022 |                           |
| Rudolf Löwenstein       | Grabenstraße 43        | Bild gesucht Die Wikipedia wünscht sich an dieser Stelle ein Bild vom hier behandelten Ort. Falls du dabei helfen möchtest, erklärt die Anleitung , wie das geht. BW | Hier wohnte Rudolf Löwenstein …       | 30. Juni 2022 |                           |
| Siegbert Löwenstein     | Grabenstraße 43        | Bild gesucht Die Wikipedia wünscht sich an dieser Stelle ein Bild vom hier behandelten Ort. Falls du dabei helfen möchtest, erklärt die Anleitung , wie das geht. BW | Hier wohnte Siegbert Löwenstein …     | 30. Juni 2022 |                           |
| Ludwig Rosenthal        | König-Konrad-Straße 7  | Bild gesucht Der Benutzer GeorgDerReisende ( Diskussion ) wünscht sich an dieser Stelle ein Bild vom Ort mit diesen Koordinaten 50.390377 8.190895 . Motiv: König-Konrad-Straße 7: Stolpersteine für die Familie Rosenthal, die Lage und das Haus Falls du dabei helfen möchtest, erklärt die Anleitung , wie das geht. BW        | Hier wohnte Ludwig Rosenthal …        | 23. Juni 2022 |                           |
| Minna Meta Rosenthal    | König-Konrad-Straße 7  | Bild gesucht Die Wikipedia wünscht sich an dieser Stelle ein Bild vom hier behandelten Ort. Falls du dabei helfen möchtest, erklärt die Anleitung , wie das geht. BW | Hier wohnte Minna Meta …              | 23. Juni 2022 |                           |
| Rolf Rosenthal          | König-Konrad-Straße 7  | Bild gesucht Die Wikipedia wünscht sich an dieser Stelle ein Bild vom hier behandelten Ort. Falls du dabei helfen möchtest, erklärt die Anleitung , wie das geht. BW | Hier wohnte Rolf Rosenthal …          | 23. Juni 2022 |                           |
| Ruth Rosenthal          | König-Konrad-Straße 7  | Bild gesucht Die Wikipedia wünscht sich an dieser Stelle ein Bild vom hier behandelten Ort. Falls du dabei helfen möchtest, erklärt die Anleitung , wie das geht. BW | Hier wohnte Ruth Rosenthal …          | 23. Juni 2022 |                           |
| Betty Frank             | König-Konrad-Straße 16 | Bild gesucht Der Benutzer GeorgDerReisende ( Diskussion ) wünscht sich an dieser Stelle ein Bild vom Ort mit diesen Koordinaten 50.391219 8.189244 . Motiv: König-Konrad-Straße 16: Stolpersteine für die Familie Frank, die Lage und das Haus Falls du dabei helfen möchtest, erklärt die Anleitung , wie das geht. BW           | Hier wohnte Betty Frank …             | 23. Juni 2022 |                           |
| Gretel Frank            | König-Konrad-Straße 16 | Bild gesucht Die Wikipedia wünscht sich an dieser Stelle ein Bild vom hier behandelten Ort. Falls du dabei helfen möchtest, erklärt die Anleitung , wie das geht. BW | Hier wohnte Gretel Frank …            | 23. Juni 2022 |                           |
| Siegfried Frank         | König-Konrad-Straße 16 | Bild gesucht Die Wikipedia wünscht sich an dieser Stelle ein Bild vom hier behandelten Ort. Falls du dabei helfen möchtest, erklärt die Anleitung , wie das geht. BW | Hier wohnte Siegfried Frank …         | 23. Juni 2022 |                           |
| Emmi Rosenthal          | Peter-Paul-Straße 44   | Bild gesucht Der Benutzer GeorgDerReisende ( Diskussion ) wünscht sich an dieser Stelle ein Bild vom Ort mit diesen Koordinaten 50.390864 8.192268 . Motiv: Peter-Paul-Straße 44: Stolpersteine für Familie Rosenthal, die Lage und das Haus Falls du dabei helfen möchtest, erklärt die Anleitung , wie das geht. BW             | Hier wohnte Emmi Rosenthal …          | 3. Feb. 2020  |                           |
| Johanna Rosenthal       | Peter-Paul-Straße 44   | Bild gesucht Die Wikipedia wünscht sich an dieser Stelle ein Bild vom hier behandelten Ort. Falls du dabei helfen möchtest, erklärt die Anleitung , wie das geht. BW | Hier wohnte Johanna Rosenthal …       | 3. Feb. 2020  |                           |
| Lieselotte Rosenthal    | Peter-Paul-Straße 44   | Bild gesucht Die Wikipedia wünscht sich an dieser Stelle ein Bild vom hier behandelten Ort. Falls du dabei helfen möchtest, erklärt die Anleitung , wie das geht. BW | Hier wohnte Lieselotte Rosenthal …    | 3. Feb. 2020  |                           |
| Salomon Rosenthal       | Peter-Paul-Straße 44   | Bild gesucht Die Wikipedia wünscht sich an dieser Stelle ein Bild vom hier behandelten Ort. Falls du dabei helfen möchtest, erklärt die Anleitung , wie das geht. BW | Hier wohnte Salomon Rosenthal …       | 3. Feb. 2020  |                           |

## Weyer
| Name                     | Adresse           | Bild | Inschrift                              | Verlegedatum | Biografie und Anmerkungen |
| ------------------------ | ----------------- | --- | -------------------------------------- | ------------ | ------------------------- |
| Betty Blumenthal         | Brühlstraße 7 ·   | Bild gesucht Der Benutzer GeorgDerReisende ( Diskussion ) wünscht sich an dieser Stelle ein Bild vom Ort mit diesen Koordinaten 50.365991 8.224445 . Motiv: Brühlstraße 7: Stolpersteine für die Familien Blumenthal und Schönberg, die Lage und das Haus Falls du dabei helfen möchtest, erklärt die Anleitung , wie das geht. BW      | Hier wohnte Betty Blumenthal …         | 3. Feb. 2020 |                           |
| Albert Schönberg         | Brühlstraße 7 ·   | Bild gesucht Die Wikipedia wünscht sich an dieser Stelle ein Bild vom hier behandelten Ort. Falls du dabei helfen möchtest, erklärt die Anleitung , wie das geht. BW | Hier wohnte Albert Schönberg …         | 3. Feb. 2020 |                           |
| Hermann Walter Schönberg | Brühlstraße 7 ·   | Bild gesucht Die Wikipedia wünscht sich an dieser Stelle ein Bild vom hier behandelten Ort. Falls du dabei helfen möchtest, erklärt die Anleitung , wie das geht. BW | Hier wohnte Hermann Walter Schönberg … | 3. Feb. 2020 |                           |
| Karoline Schönberg       | Brühlstraße 7 ·   | Bild gesucht Die Wikipedia wünscht sich an dieser Stelle ein Bild vom hier behandelten Ort. Falls du dabei helfen möchtest, erklärt die Anleitung , wie das geht. BW | Hier wohnte Karoline Schönberg …       | 3. Feb. 2020 |                           |
| Heinz Heymann            | Laubusstraße 14 · | Bild gesucht Der Benutzer GeorgDerReisende ( Diskussion ) wünscht sich an dieser Stelle ein Bild vom Ort mit diesen Koordinaten 50.367643 8.224474 . Motiv: Laubusstraße 14: Stolpersteine für die Familien Heymann, Saalberg und Simon, die Lage und das Haus Falls du dabei helfen möchtest, erklärt die Anleitung , wie das geht. BW | Hier wohnte Heinz Heymann …            | 3. Feb. 2020 |                           |
| Herta Irene Heymann      | Laubusstraße 14 · | Bild gesucht Die Wikipedia wünscht sich an dieser Stelle ein Bild vom hier behandelten Ort. Falls du dabei helfen möchtest, erklärt die Anleitung , wie das geht. BW | Hier wohnte Herta Irene Heymann …      | 3. Feb. 2020 |                           |
| Julius Heymann           | Laubusstraße 14 · | Bild gesucht Die Wikipedia wünscht sich an dieser Stelle ein Bild vom hier behandelten Ort. Falls du dabei helfen möchtest, erklärt die Anleitung , wie das geht. BW | Hier wohnte Julius Heymann …           | 3. Feb. 2020 |                           |
| Mina Saalberg            | Laubusstraße 14 · | Bild gesucht Die Wikipedia wünscht sich an dieser Stelle ein Bild vom hier behandelten Ort. Falls du dabei helfen möchtest, erklärt die Anleitung , wie das geht. BW | Hier wohnte Mina Saalberg …            | 3. Feb. 2020 |                           |
| Emil Simon               | Laubusstraße 14 · | Bild gesucht Die Wikipedia wünscht sich an dieser Stelle ein Bild vom hier behandelten Ort. Falls du dabei helfen möchtest, erklärt die Anleitung , wie das geht. BW | Hier wohnte Emil Simon …               | 3. Feb. 2020 |                           |
| Ida Simon                | Laubusstraße 14 · | Bild gesucht Die Wikipedia wünscht sich an dieser Stelle ein Bild vom hier behandelten Ort. Falls du dabei helfen möchtest, erklärt die Anleitung , wie das geht. BW | Hier wohnte Ida Simon …                | 3. Feb. 2020 |                           |